# 렉시오
렉시오(Lexio)는 Dagoy (다고이) 사에서 2005년에 출시 보관됨 2015-01-08 - 웨이백 머신한 국산 보드게임이다.

## 게임 규칙
앞사람보다 더 높은 카드를 내는 클라이밍 (Climbing) 게임이며, 이와 유사한 게임으로는 달무티, 티츄, 갱 오브 포 등이 있다.
해, 별, 달, 구름이라는 속성을 가진, 각 속성마다 1에서 15까지 적혀 있는 타일 60개를 가지고 하는 게임이다. 이 개수의 타일을 플레이어(3~5명)에게 공평하게 나눈다. 60개의 타일은 각각 서열화가 되어 있고, 3이 가장 약한 숫자이며, 숫자가 커질수록 점점 서열이 높다. 1과 2는 15보다 높은 수로 친다. 즉 3, 4, 5, 6, 7, 8, 9, 10, 11, 12, 13, 14, 15, 1, 2 순으로 서열화가 되어있다. 속성은 동일한 숫자일 때의 서열을 나타낸다. 구름 < 별 < 달 < 해의 순으로 서열이 높다. 즉 별 3은 해 3보다 서열이 낮지만, 구름 4는 해 3보다 서열이 높다.
가장 서열이 낮은 패인 구름 3을 가진 플레이어는 구름 3을 가졌음을 밝히고, 가장 먼저 자유롭게 패를 등록할 (내려놓을) 기회를 얻게 된다. 하나의 싱글 패를 내려놓아도 되고, 렉시오 족보에 따라 여러 개의 패를 한꺼번에 내려놓아도 된다. 구름 3을 꼭 사용해서 패를 등록할 필요는 없지만, 자신이 패를 낸 후엔 상대는 자신이 등록한 패보다 서열이 높은 패들만 등록할 수 있고, 그것은 더 이상 카드를 낼 사람이 아무도 없을 때까지 지속된다. 마지막에 아무도 패를 내지 못하고, 가장 서열이 높은 패를 낸 사람에게 다시 차례가 돌아오게 되면 다시 그 사람은 자유롭게 패를 등록할 수 있는 권한을 얻게 된다. 즉 선을 잡지 못하면 게임 끝까지 서열이 낮은 패를 낼 수 없는 것을 인지하고 있어야 한다.
단 앞선 상대의 패보다 서열이 더 높은 패를 등록할 경우, 동일한 개수의 더 높은 패만 등록이 가능하다. 즉 앞선 상대가 동일한 숫자의 패 2개를 원페어로 등록하게 됐을 때, 등록할 수 있는 패는 더 서열이 높은 숫자, 숫자는 같아도 속성이 우월한 똑같은 패 2개의 페어 조합 뿐이다. 다른 개수의 패로는 등록이 불가능하기 때문에, 5개 족보가 아닌 싱글, 페어, 트리플의 경우에는 다른 족보로 턴을 받을 수 없다. 5개 족보는 씌여진 족보의 우열에 따라서 족보의 구성이 다르더라도 등록이 가능하다. 족보의 우월함은 스트레이트 (가장 높은 숫자의 우열로 승부) < 플러쉬 (속성의 우열로 승부) < 풀 하우스 (3개, 2개의 구성 중 3개 패의 높은 숫자의 우열로 승부) < 포카드 (4개, 1개의 구성 중 4개 패의 높은 숫자의 우열로 승부) < 스트레이트 플러쉬 (가장 높은 숫자의 우열로 승부)의 순이다.
한 사람이 타일을 모두 내려놓았을 때 그 사람이 승리한 시점에서 게임은 종료된다. 나머지 순위는 남은 타일의 개수에 따라서 정해지므로, 꼴등을 면하려면 패가 좋지 않더라도 최대한 낼 수 있는 만큼의 타일을 자기 턴에 내려놓는 것이 중요하다.

## 분쟁 사건
렉시오 (LEXIO) 가 2007년 말경 단종된 후 보드게임사 UBO에 의해 "LECTIO"라는 명칭의 게임이 한동안 출시되었으나, 법원의 저작권 위반으로 인한 판매 금지 결정으로 인하여 더는 출시되지 않고 있다. 현재는 렉시오 저작권에 대한 법적 분쟁이 완전히 종결된 상태이며, 다고이게임즈가 출시한 정품 렉시오만 유통되고 있다.